# کتاب هلندی
تئوری دلالی هلندی یک نوع تئوری احتمال است. این نظریه بیان می‌کند که وقتی یک فرض غلط دربارهٔ احتمال وقوع یک اتفاق رخ می‌دهد، فرصت سود برای یک واسطه ایجاد می‌شود. این تئوری در قمار و اقتصاد مورد استفاده است.
در قمار دلالی هلندی یا قفل مجموعه ای از شانس و شرط‌ها است که بدون توجه به نتیجه قمار سود قمارباز را تضمین می‌کند. (از این قضیه برای سوددهی کازینوها استفاده می‌شود)
در اقتصاد این اصطلاح معمولاً به دنباله ای از معاملات می‌گویند که باعث سود زیاد یک طرف و زیان زیاد طرف دیگر می‌شود. فرضیه‌ها در نظریه انتخاب مصرف‌کننده، احتمال این را می‌دهد که هر کسی می‌تواند از این نظریه استفاده کند.

## تاریخچه
اصطلاح دلالی هلندی اولین بار توسط شرکت‌های بیمه کشتی هلندی در قرن ۱۹ام ابداع و استفاده شد. این شرکت‌ها سرویس‌های بیمه خود را به گونه ای سازمان دهی و ترکیب می‌کردند که در هر صورت سود ببرند و این اصطلاح از آن زمان رایج شد!

## فلسفه
قضیه دلالی هلندی به‌طور برجسته در مبانی فلسفه ذهنی بیزی وجود دارد. اصول و نظریه‌ها این را تأیید می‌کنند که درجه احتمالات باید با شرط‌بندی هماهنگ باشد تا هیچ گونه نا عدالتی به وجود نیاید.

## قمار
در قمار یک شرط‌بند (bookie) احتمال رویدادهای مختلف را تعیین می‌کند و سپس قماربازان بر اساس آن احتمال‌ها شرط می‌بندند. اگر رویداد انتخاب شده قمارباز رخ دهد، شرط‌بند باید به قمارباز مقدار اصلی شرط را به همراه شرطی که شانس دارد، پرداخت کند و برای همه رویدادهای دیگر (که اتفاق نمی‌افتد) شرط‌بند شرط را حفظ می‌کند و هیچ پرداختی وجود ندارد.
اگر احتمال‌های یک رویداد هم شانس باشند، یعنی ۱ به ۱، و یک قمارباز شرطی را (مثلاً ۱۰ دلار) بگذارد، اگر رویداد انتخابی قمارباز رخ دهد، شرط‌بند باید به قمارباز ۱۰ دلار (پول اصلی او) به علاوه شرط شانس، یعنی {\displaystyle 10+10\times 1=20}. اگر رویداد انتخابی قمارباز اتفاق نیفتد شرط‌بند ۱۰ دلار را به جیب می‌زند!
شرط‌بند هنگام مشخص کردن احتمال یک رویداد در واقع برای دو رویداد احتمال مشخص می‌کند: آن رویداد و متمم آن! ({\textstyle p({\bar {A}})=1-p(A)}) به عنوان مثال، اگر رویداد این است که تیم A برنده می‌شود، رویداد دوم این است که تیم A شکست می‌خورد. مجموع احتمال‌های رویداد و متمم آن، همیشه باید ۱ باشد در غیر این صورت، آنها هماهنگ نیستند و یک دلالی هلندی می‌تواند ساخته شود. توضیح به شرح زیر است:

### شرح رخ دادن دلالی هلندی با یک مثال

#### شانس
شانس یک تابع یک به یک از احتمالات به صورت روبرو هستند: {\textstyle \mathrm {probability=odds/(1+odds)} }

#### چند مثال برای شانس
احتمال شانس‌های یکسان : {\displaystyle 1/(1+1)={\frac {1}{2}}}
احتمال شانس ۳ به 1 : {\displaystyle 1/(1+3)={\frac {1}{4}}}
احتمال شانس ۱ به 2:{\displaystyle 1/(1+0.5)={\frac {2}{3}}}

#### نکته
شانس یک کسر است یعنی شانس ۳ به ۱ برابر با کسر {\textstyle {\frac {3}{1}}=3} است. شرط‌بندها معمولاً از شانس ۳ به ۲ استفاده می‌کنند ولی می‌توانیم برای محاسبات از شانس ۱٫۵ به ۱ استفاده کنیم.
در مثال زیر یک شرط‌بند شانس‌های زیر را ارائه کرده و یک شرط برای هر اسب به دست می‌آورد و چون جمع احتمال‌های برنده شدن هر اسب بیشتر از ۱ می‌شود، وی به این صورت نتیجه را بی‌اهمیت کرده‌است.
| شماره اسب | شانس داده شده | احتمال برنده شدن | مبلغ شرط | مبلغی که شرط‌بند در صورت باخت اسب می‌پردازد |
| --------- | ------------- | ---------------- | -------- | ----------------------------------------- |
| ۱         | یکسان         | ۰٫۵              | ۱۰۰      | {\textstyle 100+100\times 1=200}          |
| ۲         | ۳ به ۱        | ۰٫۲۵             | ۵۰       | {\textstyle 50+50\times 3=200}            |
| ۳         | ۴ به ۱        | ۰٫۲              | ۴۰       | {\textstyle 40+40\times 4=200}            |
| ۴         | ۹ به ۱        | ۰٫۱              | ۲۰       | {\textstyle 20+20\times 9=200}            |
|           |               | جمع کل=۱٫۰۵      | $۲۱۰     | این مقدار همواره ۲۰۰$ است.                |

همان‌طور که مشاهده می‌کنید مبلغ دریافتی شرط‌بند ۲۱۰ دلار است و هر کدام از اسب‌ها که ببرند شرط‌بند باید ۲۰۰ دلار به قمارباز برنده بدهد و در هر صورت وی ۱۰ دلار سود می‌کند.
با این حال اگر یکی از اسب‌ها (مثلاً اسب شماره ۴) از مسابقه خارج شود و شرط‌بند شانس‌ها را تغییر ندهد آنگاه جمع احتمالات ۰٫۹۵ می‌شود و در این صورت قمارباز برنده ۱۰ دلار سود می‌کند.

## اقتصاد
ِیک مثال کلاسیک که در آن مصرف‌کننده با قضیه دلال هلندی مورد زیان قرار می‌گیرد این است که فرض کنید یک مصرف‌کننده x کالای A را به B و B را به C و C را به A ترجیح می‌دهد. اکنون فرض کنید فرد y یکی از این کالاها را دارد، بدون نقض هیچ‌یک از فرض‌ها می‌توان فرض کرد که فرد y کالای A را دارد اکنون فرد y میی تواند کالای A را به قیمت {\textstyle B+\epsilon }({\displaystyle \epsilon }یک عدد بسیار کوچک است) به فرد x می‌فروشد، سپس می‌تواند کالای B را به قیمت {\textstyle C+\epsilon }به فرد x ن بفروشد و سپس می‌تواند کالای C را به قیمت {\displaystyle A+\epsilon }به فرد x بفروشد. در این دنباله معاملات فرد x , {\displaystyle 3\epsilon }بیشتر بدون دلیل به فرد y داده‌است و در واقع فرد y، فرد x را به یک money pump تبدیل کرده‌است.